# 佩勒府
佩勒府（Pellerhaus）是德国纽伦堡的一座档案馆建筑，现在是纽伦堡历史之路的一个站点。位于塞巴尔德老城区，纽伦堡城堡东南，埃吉迪恩广场（Egidienplatz ）23号 2012年以前，它曾是纽伦堡市图书馆的一个分馆。自2010年以来，是一个档案馆（Deutschen Spielearchivs Nürnberg）的所在地。
二战前的佩勒府原是一座重要的文艺复兴建筑，由马丁·佩勒建于1602年至1605年，由雅科布·沃尔夫设计 其外墙让人想起北德或汉萨地区的贸易公司。在1944年和1945年纽伦堡空袭中受到重创。1955-1957年，一楼和部分内院得到保护，融入了新建筑中。2008年到2018年，用捐款重建了内部庭院，2018年7月14日揭幕。2018年11月，老城之友宣布，他们将接管整个佩勒府的重建工作。1950年代的建筑群在60多年后需要翻新。

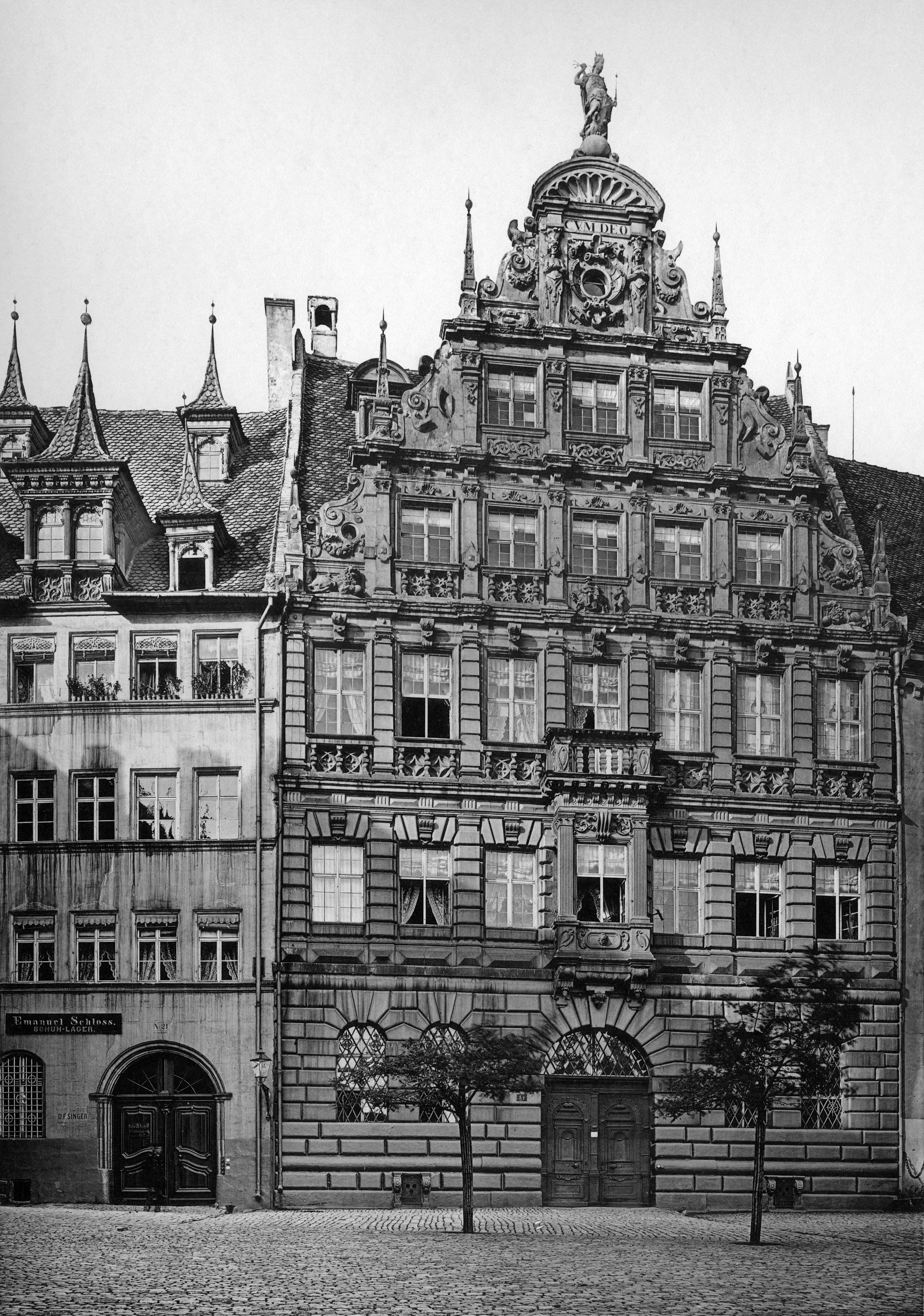
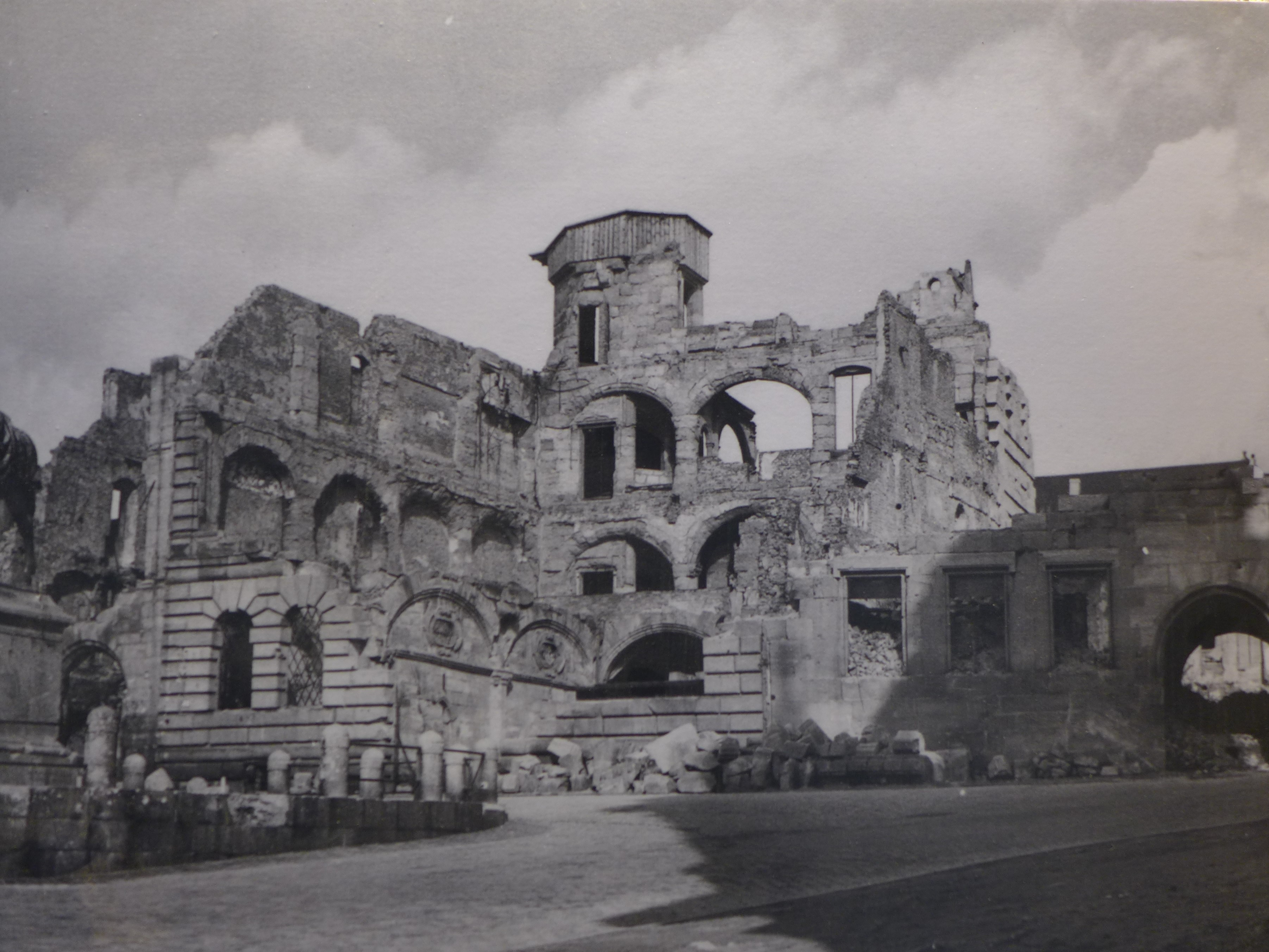
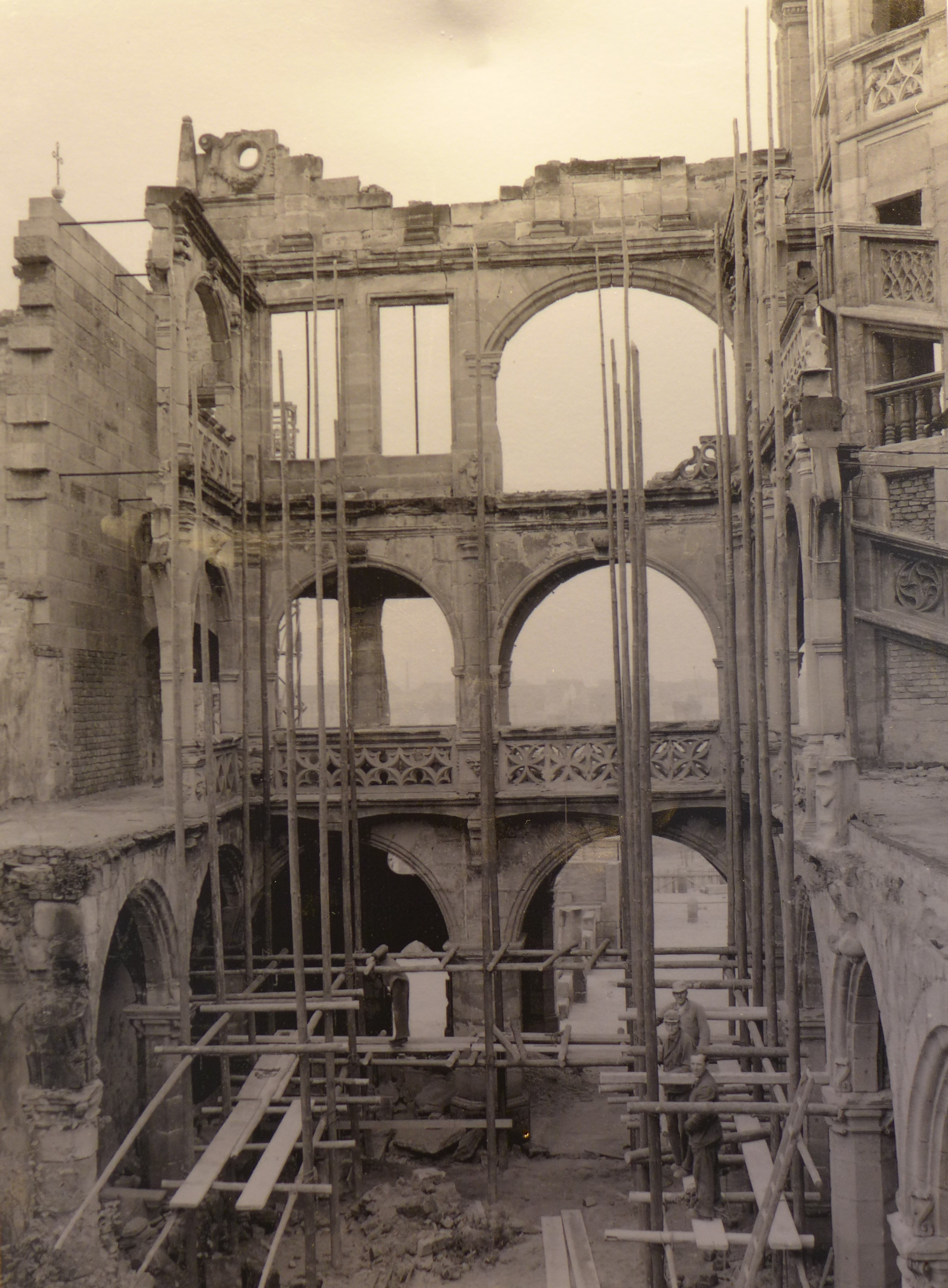
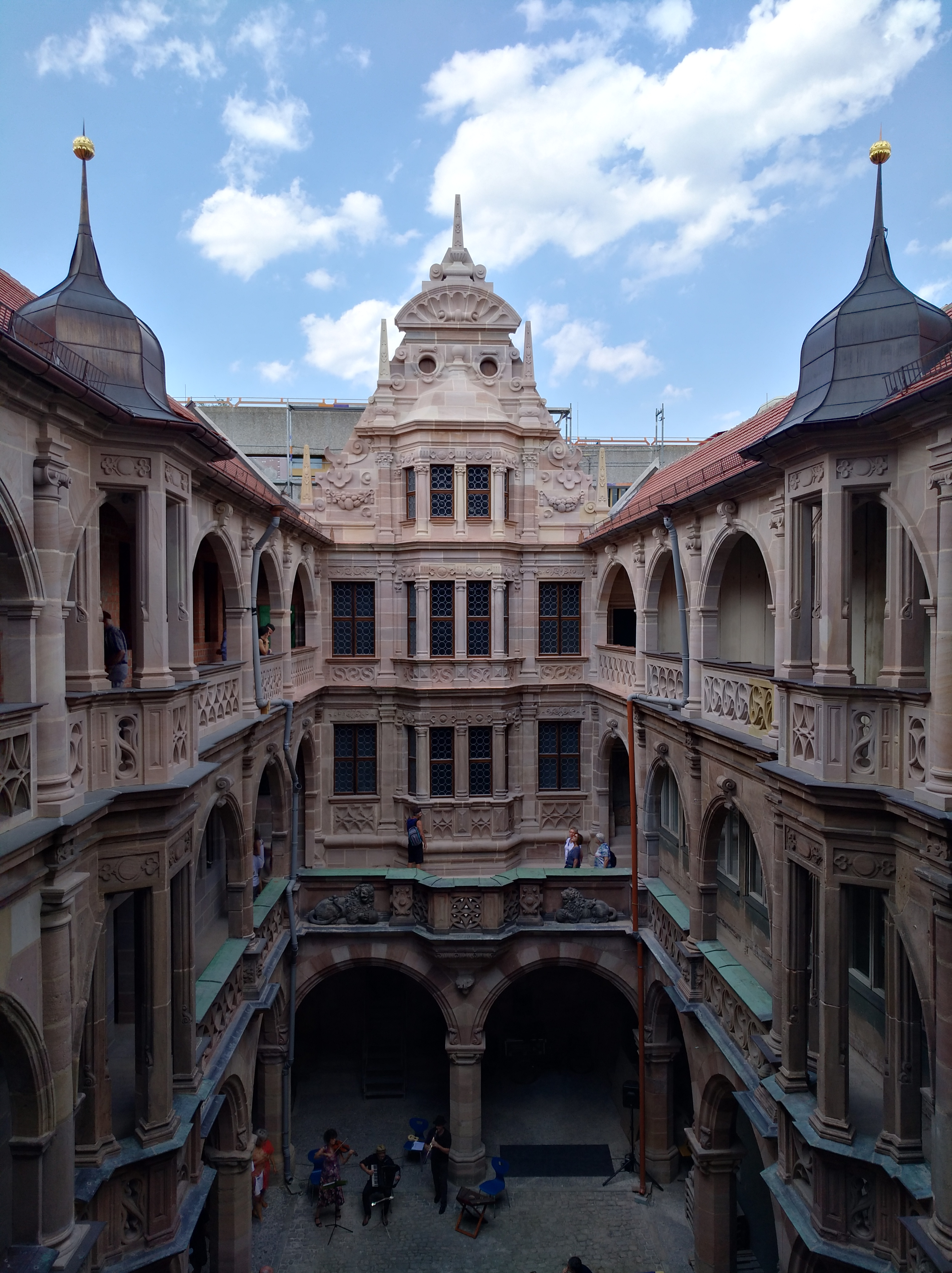
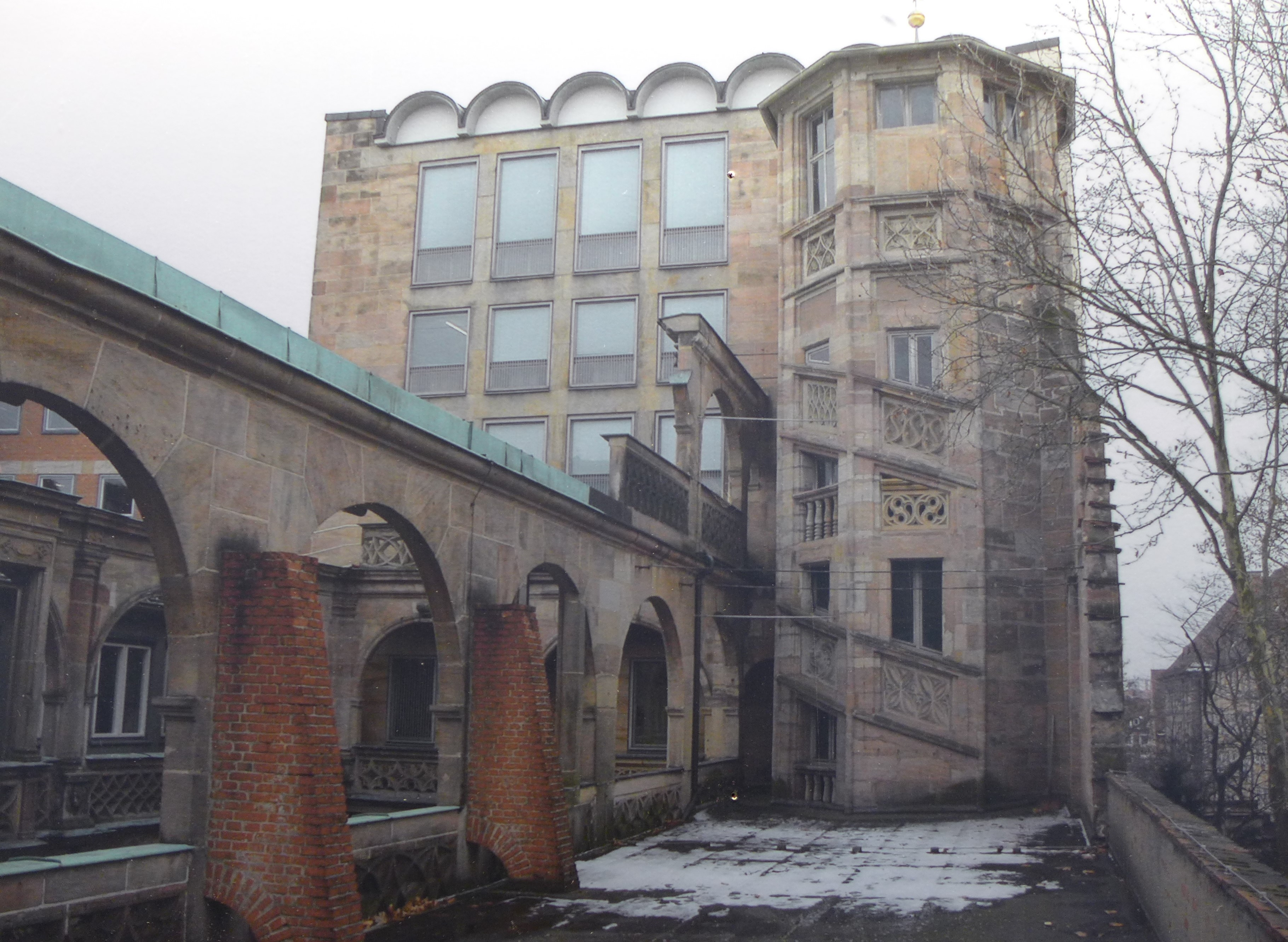
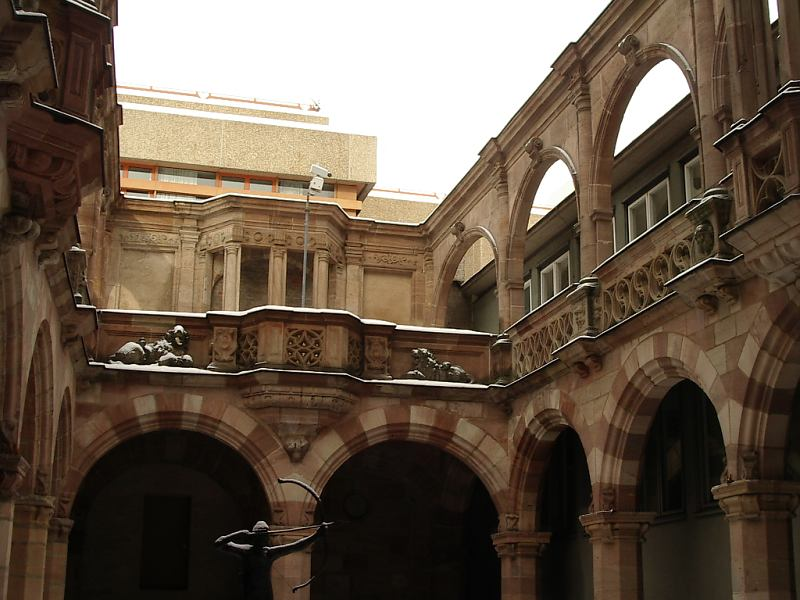
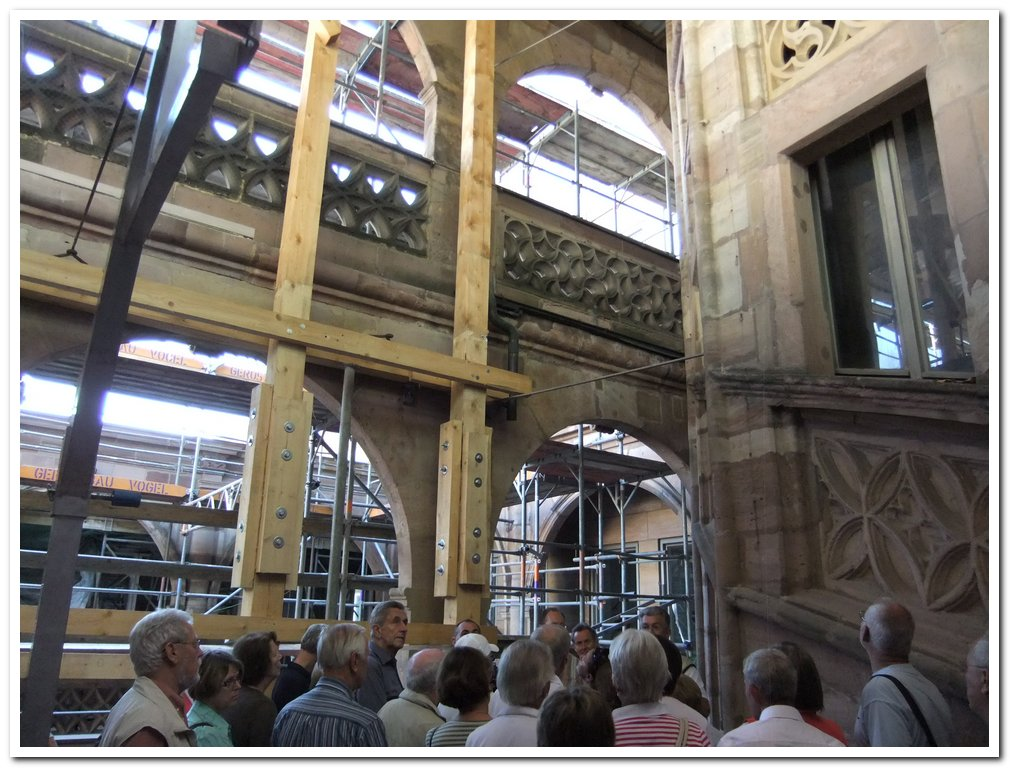
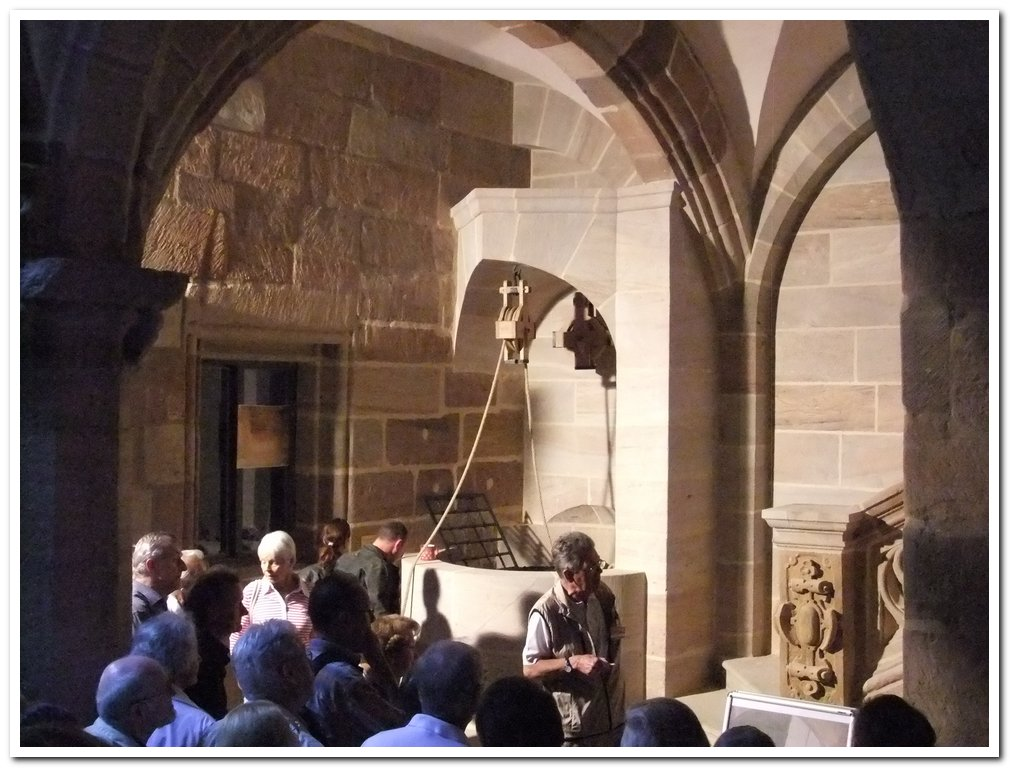
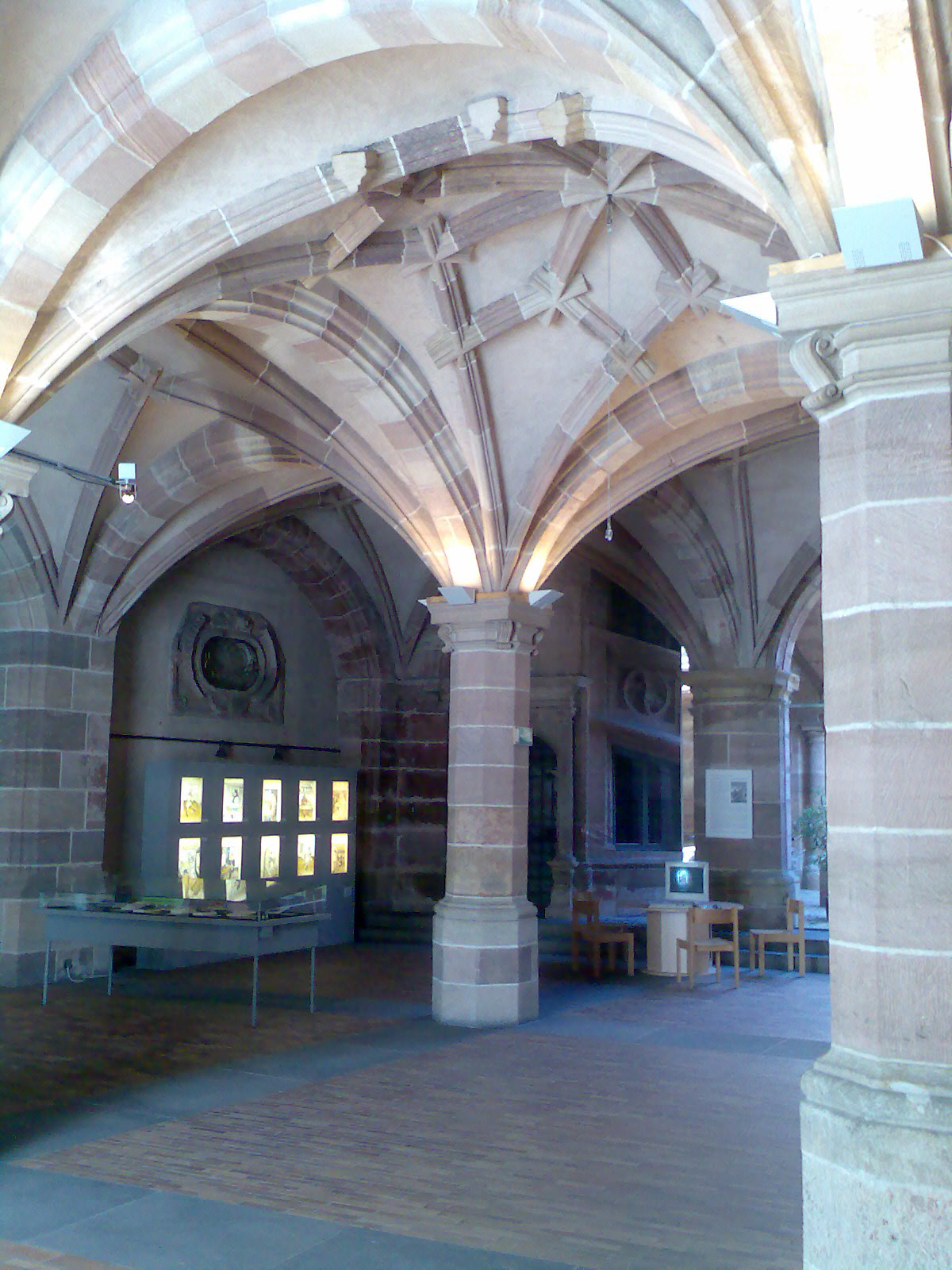
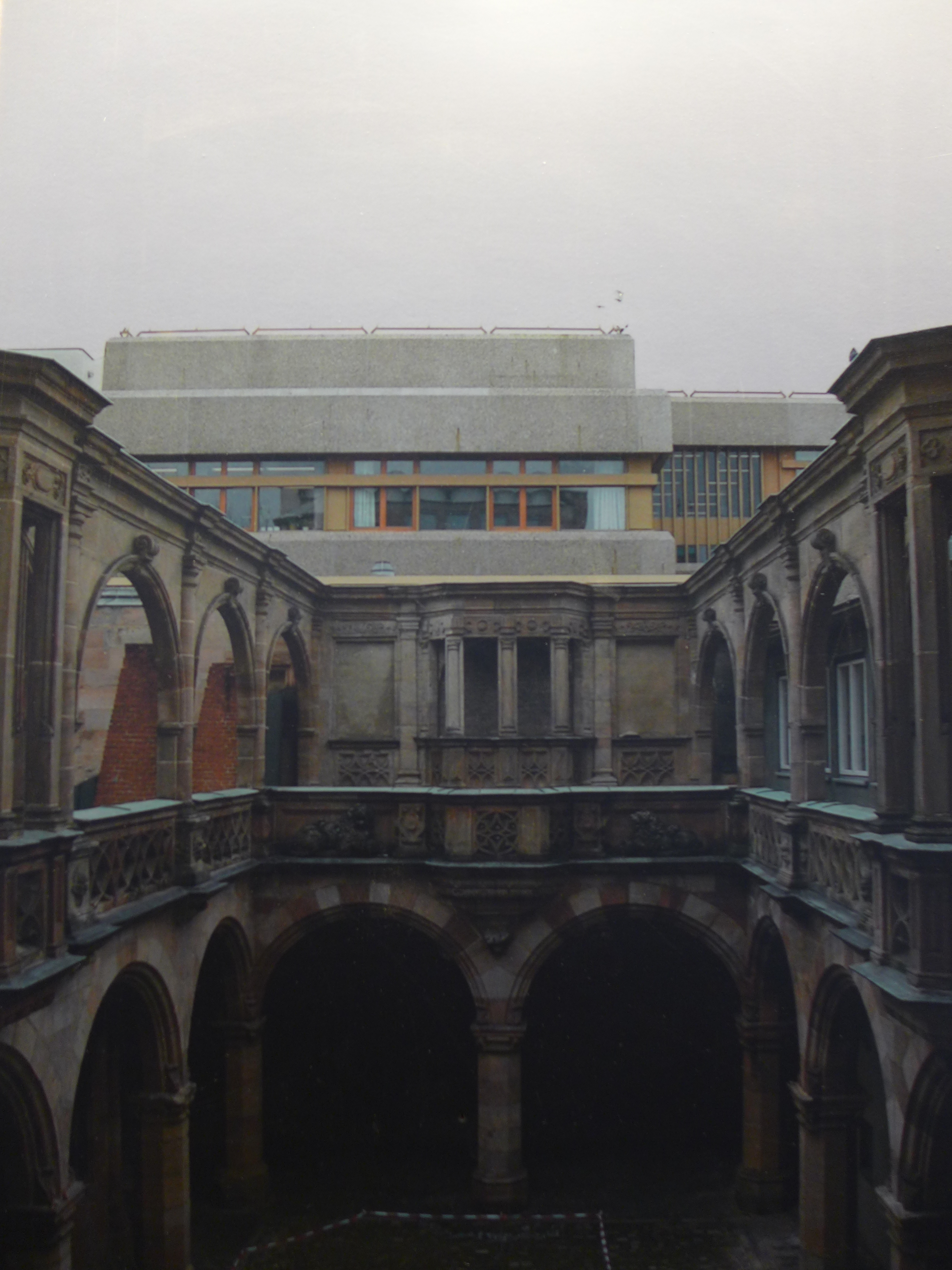
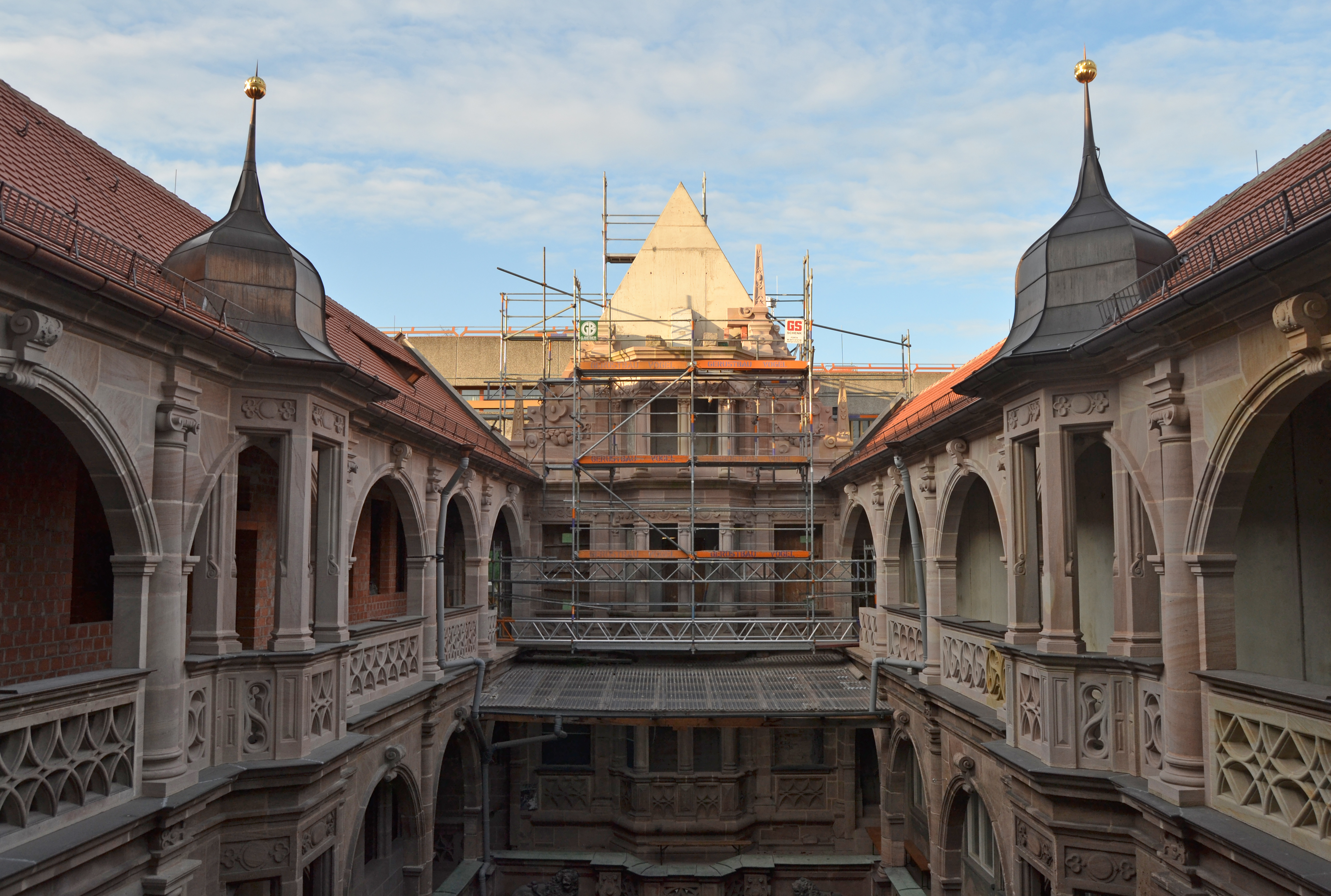
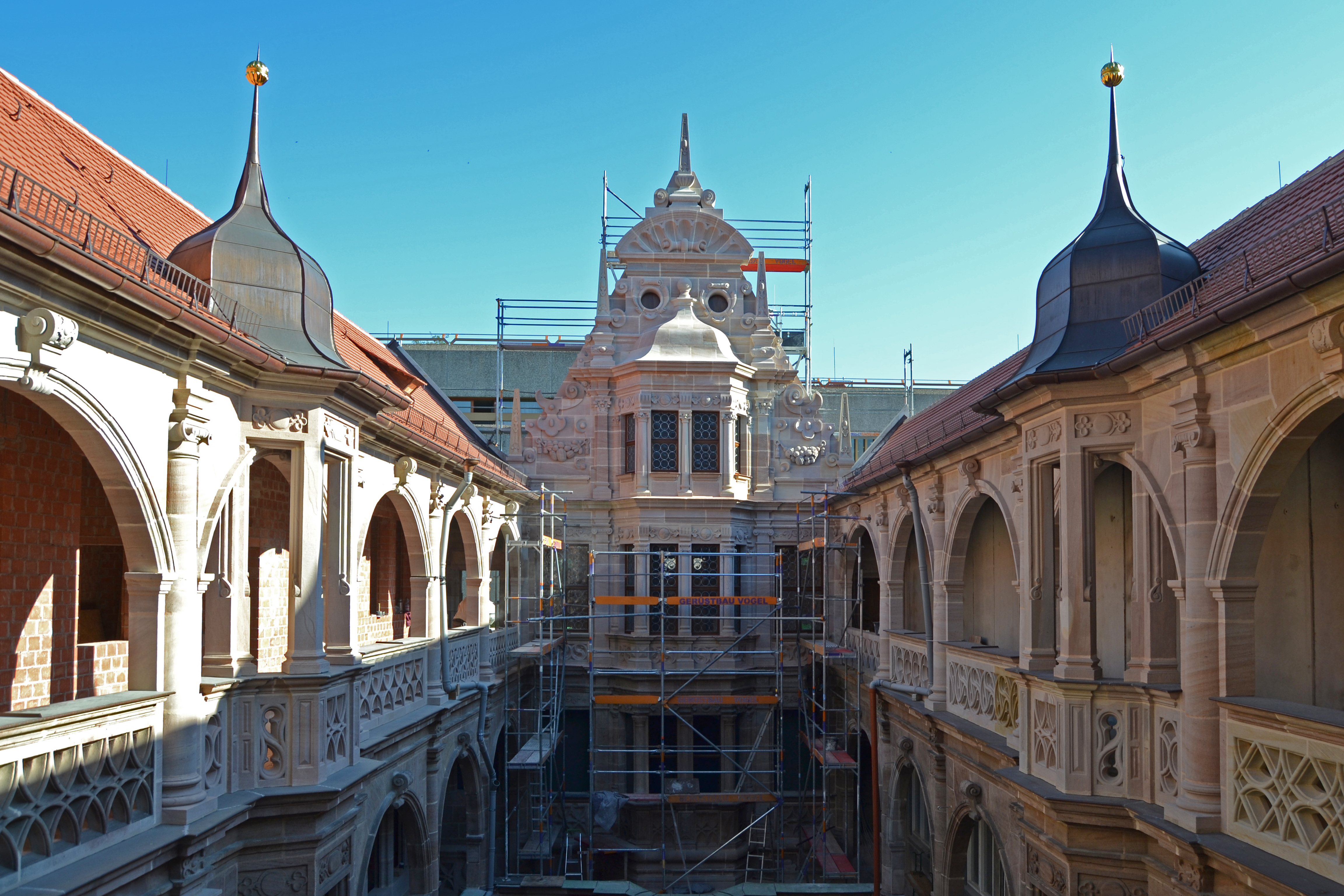
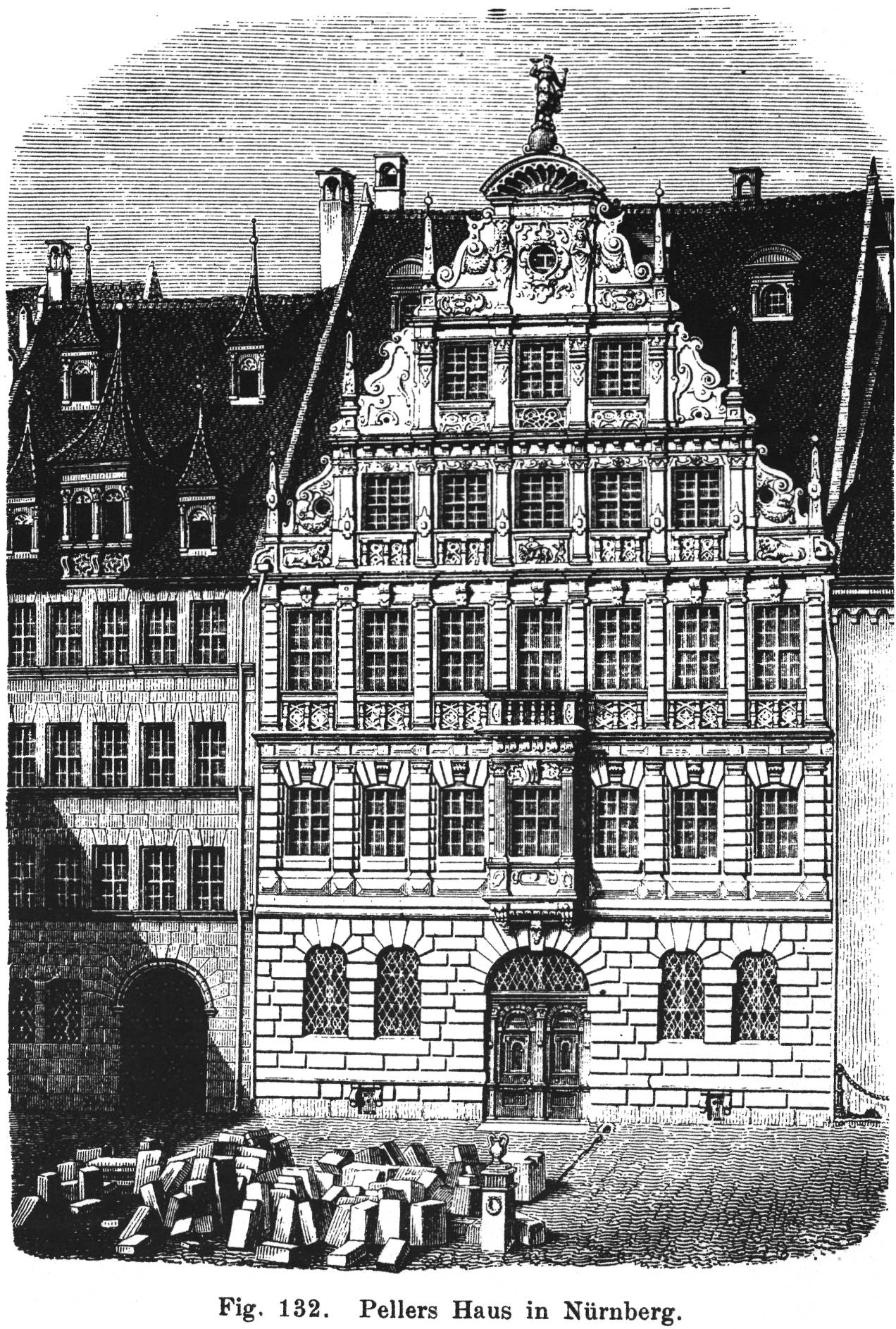
Südfassade (Illustration im Reallexicon der Deutschen Altertümer 1885)
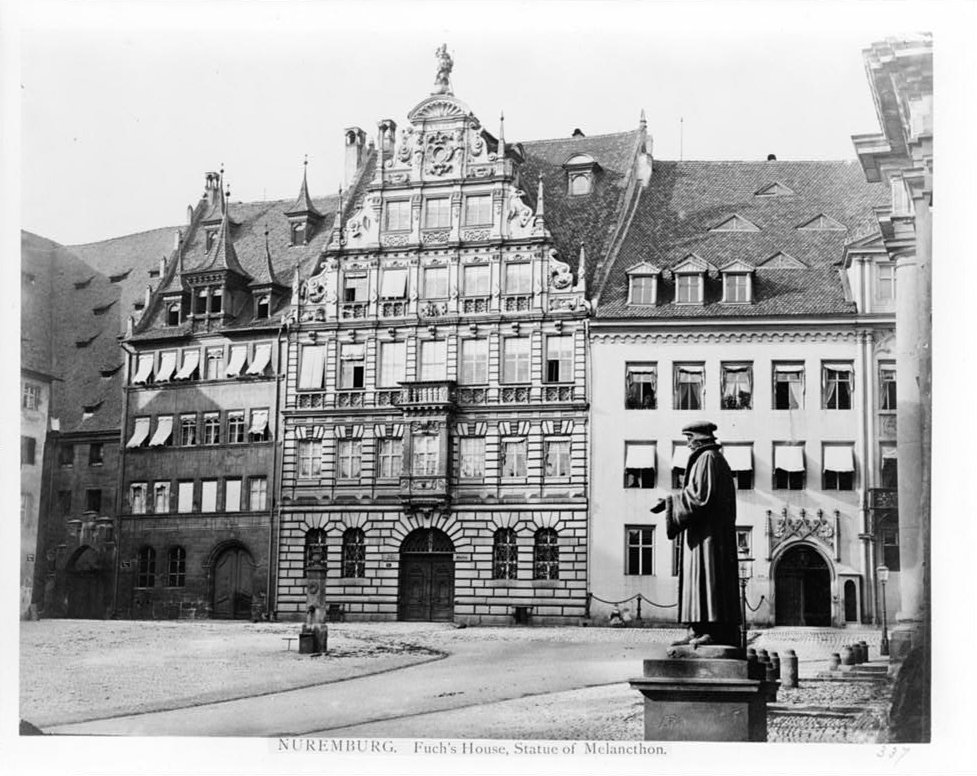
Südfassade und Nachbarbauten am Aegidienplatz (links das Schwarze Pellerhaus), Foto (1860–1890)
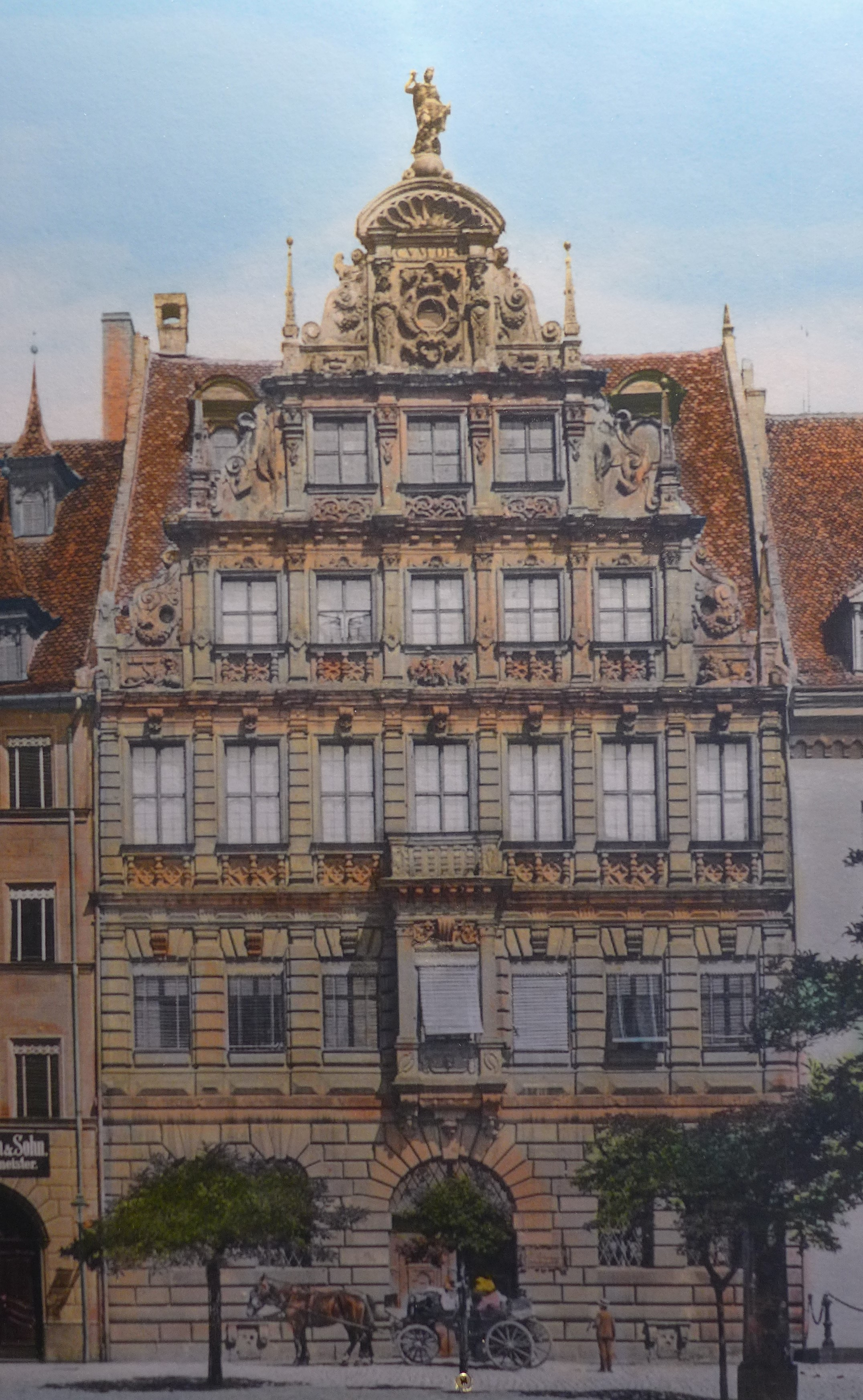
Kolorierte Aufnahme, Ende 19. Jahrhundert
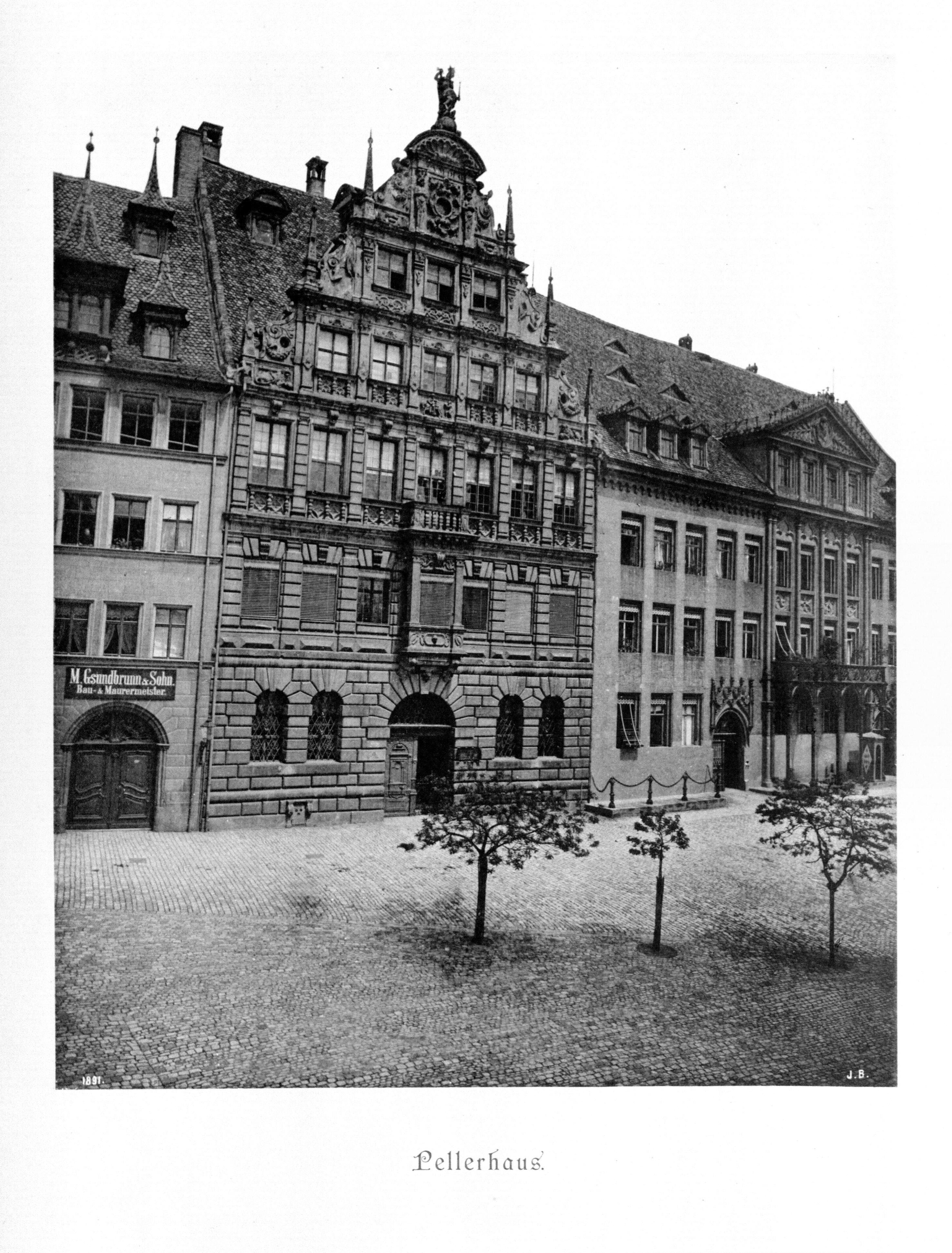
Ansicht vom Aegidienplatz (1891)
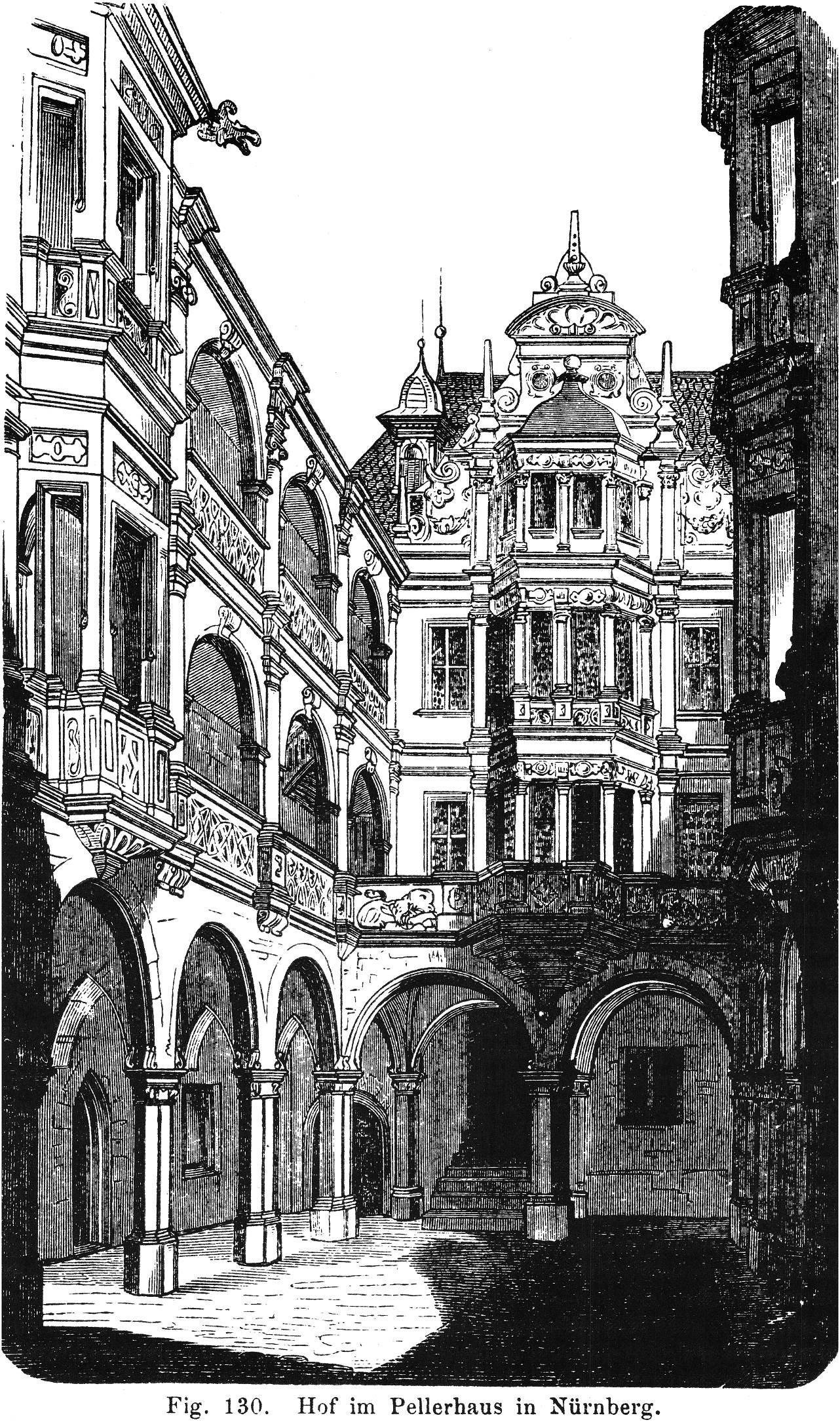
Innenhof, Illustration (1885)
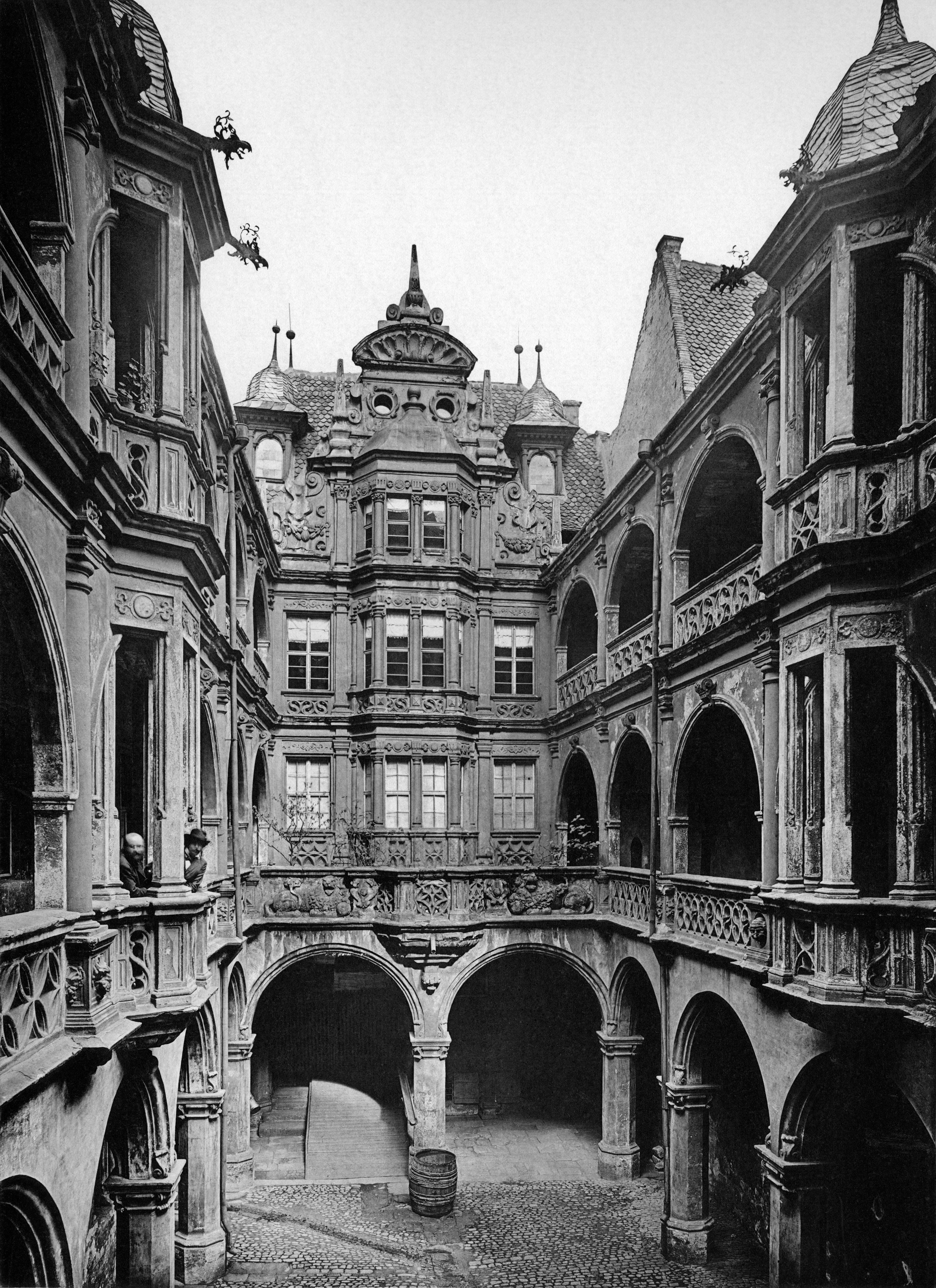
Innenhof, Foto (1891)
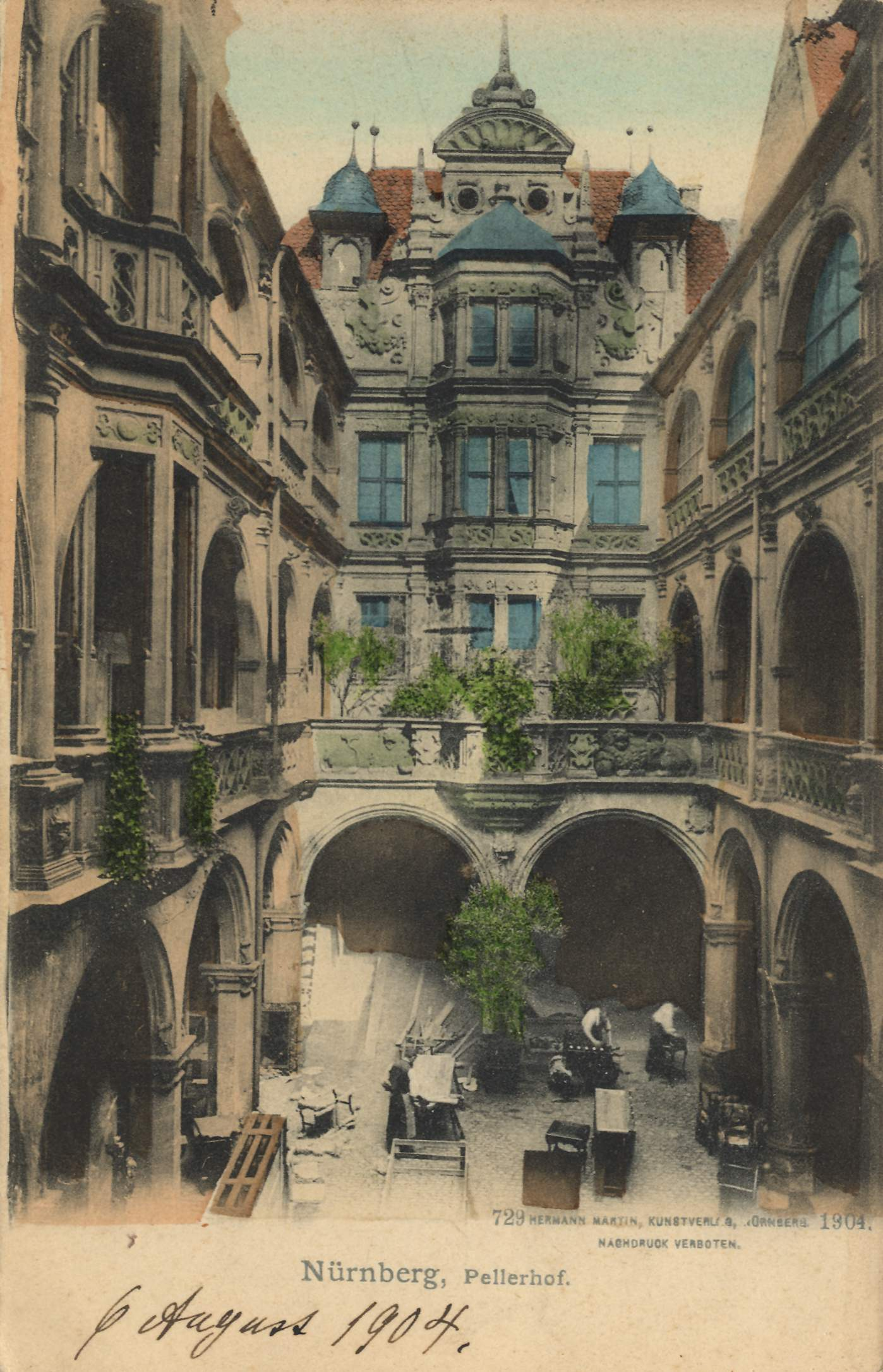
Innenhof, kolorierte Ansicht (1904)